# Trematodon brevifolius
Trematodon brevifolius är en bladmossart som beskrevs av Brotherus och C. Müller 1898. Trematodon brevifolius ingår i släktet tranmossor, och familjen Bruchiaceae. Inga underarter finns listade i Catalogue of Life.